# Roberta Aprile
Roberta Aprile (Siracusa, 22 novembre 2000) è una calciatrice italiana, portiere della Juventus.

## Biografia
È figlia di Luca Sebastiano Aprile, ex calciatore, portiere come lei, 3 presenze con il Palermo nella Serie B 2001-2002.

## Carriera
Si appassiona al gioco del calcio fin dalla giovane età, tesserandosi con la Polisportiva Le Formiche di Siracusa dove trova spazio nella formazione di calcio a 5 femminile e dove le sue prestazioni le fanno guadagnare visibilità tanto da venire convocata, non ancora quindicenne, a uno stage con la nazionale italiana di futsal.

### Club
Durante il calciomercato estivo 2015 decide di cambiare disciplina passando al calcio femminile a 11, accettando la proposta ricevuta dalla Pink Sport Time per giocare in Serie B nella stagione entrante. Alla sua prima stagione con la società barese viene impiegata in 19 partite di campionato più lo spareggio promozione, subendo in tutto 8 reti. Condivide con le compagne la vittoria dello spareggio promozione del 21 maggio 2017, giocato a Città Sant'Angelo, dopo che i tempi regolamentari si erano chiusi sul punteggio di 1-1, superando la Roma CF ai tiri di rigore e festeggiando il ritorno del club in Serie A.
Dopo aver disputato due stagioni con la maglia dell'Inter, dividendosi il ruolo con la più esperta Chiara Marchitelli, nel luglio 2021 si trasferisce in prestito alla Juventus.
Il 23 luglio 2024, viene ceduta in prestito per una stagione alla Sampdoria, sempre in Serie A.
Il 31 gennaio 2025 il prestito alla società ligure viene risolto e contestualmente viene annunciato il suo approdo in prestito fino al termine della stagione al Como.

### Nazionale
Aprile viene valutata dalla responsabile della nazionale italiana Under-17 Rita Guarino ad uno stage a fine 2016, inserita poi in rosa per la doppia amichevole del 13 e 15 gennaio con le pari età della Norvegia. Inserita in rosa poi per la fase élite delle qualificazioni all'Europeo di categoria di Repubblica Ceca 2017 non riesce a trovare spazio anche per il mancato passaggio alla fase finale.
Nel 2017 passa alla formazione Under-19 impegnata nelle qualificazioni all'Europeo di Svizzera 2018 debuttando il 16 ottobre di quell'anno giocando da titolare nell'incontro vinto per 8-0 sulla Moldavia e condividendo con le compagne l'accesso alla fase finale. In quell'occasione il tecnico Enrico Sbardella, pur inserendola in rosa, le preferisce Nicole Lauria e per Aprile quella nelle qualificazioni rimane la sola presenza.
Sbardella le conferma la fiducia anche per la successiva edizione di Scozia 2019 e, con Lauria oramai fuori quota, il suo impiego diventa più frequente. Durante le qualificazioni si alterna a Camilla Forcinella, maturando in tutto 4 presenze, due nella prima fase, dove l'Italia chiude, imbattuta, il girone al primo posto, e due nella fase élite dove la sua nazionale, inserita nel gruppo 6, manca l'europeo per la sconfitta per 2-0 nello scontro diretto con l'Inghilterra.
In seguito Aprile viene convocata sia nella formazione Under-23, dal tecnico Jacopo Leandri, che nella nazionale maggiore, chiamata da Milena Bertolini in occasione delle qualificazioni all'Europeo di Inghilterra 2022 come terzo portiere aggiunto alla titolare Laura Giuliani e alla vice Francesca Durante. Pur maturando tre convocazioni, la prima in occasione dell'incontro con la Bosnia ed Erzegovina, non è mai stata impiegata dal commissario tecnico Bertolini.
Nel settembre del 2023, Aprile è rientrata nel giro della Nazionale, venendo convocata dal nuovo CT Andrea Soncin per le sfide inaugurali della UEFA Women's Nations League contro Svizzera e Svezia.

## Statistiche

### Presenze e reti nei club
Statistiche aggiornate al 3 maggio 2025.
| Stagione               | Squadra                | Campionato             | Campionato | Campionato | Coppe nazionali | Coppe nazionali | Coppe nazionali | Coppe continentali | Coppe continentali | Coppe continentali | Altre coppe | Altre coppe | Altre coppe | Totale | Totale |
| Stagione               | Squadra                | Comp                   | Pres       | Reti       | Comp            | Pres            | Reti            | Comp               | Pres               | Reti               | Comp        | Pres        | Reti        | Pres   | Reti   |
| ---------------------- | ---------------------- | ---------------------- | ---------- | ---------- | --------------- | --------------- | --------------- | ------------------ | ------------------ | ------------------ | ----------- | ----------- | ----------- | ------ | ------ |
| 2015-2016              | Pink Sport Time        | A                      | -          | -          | CI              | 1               | 0               | -                  | -                  | -                  | -           | -           | -           | 1      | 0      |
| 2016-2017              | Pink Sport Time        | B                      | 19+1       | -6         | CI              | 4               | -10             | -                  | -                  | -                  | -           | -           | -           | 24     | -16    |
| 2017-2018              | Pink Sport Time        | A                      | 16         | -39        | CI              | 3               | 0               | -                  | -                  | -                  | -           | -           | -           | 19     | -39    |
| 2018-2019              | Pink Sport Time        | A                      | 20         | -54        | CI              | 0               | 0               | -                  | -                  | -                  | -           | -           | -           | 20     | -54    |
| Totale Pink Sport Time | Totale Pink Sport Time | Totale Pink Sport Time | 56         | -99        |                 | 8               | -10             |                    | -                  | -                  |             | -           | -           | 64     | -109   |
| 2019-2020              | Inter                  | A                      | 7          | -13        | CI              | 0               | 0               | -                  | -                  | -                  | -           | -           | -           | 7      | -13    |
| 2020-2021              | Inter                  | A                      | 6          | -15        | CI              | 1               | 0               | -                  | -                  | -                  | -           | -           | -           | 7      | -15    |
| Totale Inter           | Totale Inter           | Totale Inter           | 13         | -28        |                 | 1               | 0               |                    | -                  | -                  |             | -           | -           | 14     | -28    |
| 2021-2022              | Juventus               | A                      | 8          | -4         | CI              | 3               | -5              | UWCL               | 0                  | 0                  | SI          | 0           | 0           | 11     | -9     |
| 2022-2023              | Juventus               | A                      | 6          | -7         | CI              | 2               | 0               | UWCL               | 1                  | 0                  | SI          | 0           | 0           | 9      | -7     |
| 2023-2024              | Juventus               | A                      | 3          | -1         | CI              | 4               | -1              | UWCL               | 0                  | 0                  | SI          | 0           | 0           | 7      | -2     |
| Totale Juventus        | Totale Juventus        | Totale Juventus        | 17         | -12        |                 | 9               | -6              |                    | 1                  | 0                  |             | 0           | 0           | 27     | -18    |
| 2024-gen. 2025         | Sampdoria              | A                      | 4          | -9         | CI              | -               | -               | -                  | -                  | -                  | -           | -           | -           | 4      | -9     |
| gen.-giu. 2025         | Como                   | A                      | 2          | -3         | CI              | -               | -               | -                  | -                  | -                  | -           | -           | -           | 2      | -3     |
| Totale carriera        | Totale carriera        | Totale carriera        | 92         | -151       |                 | 18              | -16             |                    | 1                  | 0                  |             | 0           | 0           | 111    | -146   |

## Palmarès

### Club
- Campionato italiano di Serie B: 1

Pink Sport Time: 2016-2017
- Campionato italiano: 1

Juventus: 2021-2022
- Coppa Italia: 2

Juventus: 2021-2022, 2022-2023
- Supercoppa italiana: 2

Juventus: 2021, 2023